# Dionisij (metropolita varšavský)
Dionisij (světským jménem: Konstantin Nikolajevič Valedinskij; * 16. května 1876, Murom – 15. března 1960, Varšava) byl ruský duchovní Ruské pravoslavné církve a první hierarcha samostatné Polské pravoslavné církve s titulem metropolita varšavský, volyňský a celé pravoslavné církve Polska.

## Život

### Mládí a začátek biskupské služby
Narodil se 15. března 1876 v Muromu.
Od dětství byl ponomarem a čtecem ve Smolenském chrámu v Muromu.
Roku 1885 nastoupil na Muromské duchovní učiliště, které dokončil roku 1890. Následně studoval na Vladimirském duchovním semináři. Po incidentu studentů s inspektorem semináře byl převeden do Ufského duchovního semináře. Roku 1896 začal studovat na Kazaňské duchovní akademii. Následující rok byl postřižen na monacha se jménem Dionisij a rukopoložen rektorem akademie biskupem Antonijem (Chrapovickým) na jerodiákona. Roku 1899 byl rukopoložen na jeromonacha a o rok později dokončil akademii s titulem kandidát bohosloví. Pokračoval v magisterském studiu.
Od roku 1901 přednášel církevní historii na Tavrickém duchovním semináři. Po získání magisterského titulu, přešel do funkce inspektora Chełmského duchovního semináře. Roku 1902 byl povýšen na archimandritu a jmenován rektorem semináře.
Od roku 1911 byl představeným chrámu svatého Mikuláše v Římě.
Roku 1913 jej Svatý synod zvolil biskupem kremeneckým a vikářem volyňské eparchie. Dne 21. dubna proběhla v Počajivské lávře jeho biskupská chirotonie. Hlavním světitelem byl patriarcha antiochijský a celého Východu Řehoř IV.
V srpnu 1918 mu byla patriarchou Tichonem svěřena organizace nové polesské eparchie se sídlem v Pinsku.

### Působení na teritoriu Polského nezávislého státu
Roku 1919 byl podle Versailleské smlouvy zřízen samostatný Polský stát. Během první světové války většina pravoslavných při Visle a severozápadního kraje bylo evakuováno do Ruska. Nezůstalo zde více než 10 kněží a dva biskupové; arcibiskup vilenský Tichon (Běllavin) s rezidencí v Dzisně a biskup kremenecký Dionisij. Po reevakuaci roku 1918 dorazil do Vilny biskup kovenský Jelevferij (Bogojavlenskij), který pobýval v Dzisně a biskup bělostocký Vladimir (Tichonickij) do města Grodno.
V srpnu 1921 byl plánován sjezd představitelů pravoslavných farností v Polsku. Na programu sjezdu měly být projednávány otázky jako: právní postavení pravoslavné církve v Polsku, organizace církevních a veřejných orgánů, organizace farností atd. Sjezd se nekonal. Biskup Dionisij se postavil proti organizaci tohoto sjezdu a své vyhlášení uvedl v novinách.
Brzy se Kremenec dostal do území Polska a spadal pod jurisdikci arcibiskupa varšavského Georgije (Jaroševského), kterého patriarcha Tichon povýšil na metropolitu.
Roku 1922 se konal Polský církevní sobor na kterém byl proti vůli patriarchy Tichona přijat konkordát s vládou Polska a biskup Dionisij byl ustanoven biskupem volyňským s povýšením na arcibiskupa.
Po smrti metropolity varšavského Georgije byl Dionisij 27. února 1923 zvolen metropolitou varšavským a volyňským a celé pravoslavné církve Polska. Tuto volbu potvrdil také patriarcha konstantinopolský. Po jednání s konstantinopolským patriarchou Meletiem IV. byla v listopadu 1923 i přes nesouhlas patriarchy Tichona vyhlášena autokefalita polské církve.
Po vypuknutí druhé světové války se 1. září 1939 metropolita Dionisij obrátil k věřícím s výzvou obrany vlasti před Němci. Během okupace Polska byl zatčen gestapem a následně propuštěn. Roku 1940 se vrátil do správy církve v Generálním gouvernementu. Církev byla rozdělena do tří eparchií; varšavská, chełmsko-podleská a krakovsko-lemkovská. Na chełmskou katedru byl 2. listopadu 1940 rukopoložen Ilarion (Ohijenko) a na krakovskou 9. února 1941 Palladij (Vidybida-Rudenko). V tomto období ztratila církev velkou část věřících. V září 1939 byla východní vojvodství (západní Ukrajina a západní Bělorusko) obsazena Rudou armádou a připojena k Sovětskému svazu. To vedlo k návratu místních farností k ruské pravoslavné církvi. Arcibiskup Panteleimon (Rožnovskij), který byl proti vyhlášení samostatné církve byl metropolitou Sergijem (Stragorodským) jmenován exarchou Západní Ukrajiny a Západního Běloruska. Panteleimon zaslala biskupům dopis, ve kterém zakázal připomínat během bohoslužeb metropolitu Dionisija.
V období německé okupace Ukrajiny, byl metropolita Dionisij zakladatelem Ukrajinské autokefální pravoslavné církve.
S postupem sovětského vojsk v červenci 1944 byl na příkaz německých úřadů evakuován a do Polska se vrátil 25. dubna 1945. V projevu z 5. června 1945 vyzval duchovenstvo, aby se modlilo za „demokratické Polsko, jeho úřady a vojsko“. Polské komunistické úřady však důsledně usilovaly o odstranění metropolity z jeho funkce. Dne 27. března 1947 byl předvolán na ministerstvo veřejné správy, kde musel „dobrovolně“ opustit metropolitní stolici. Úřady se rozhodli na něj uvalit domácí vězení.
Úřady vytvořily dočasnou Řídící radu pro řízení Polské autokefální pravoslavné církve pod předsednictvím arcibiskupa Tymoteusze (Szrettera).
V červnu 1948 navštívila delegace pod vedením arcibiskupa Tymoteusze Moskvu, kde bylo s patriarchou Alexijem I. vyjednáno obnovení kanonického společenství s Polskou pravoslavnou církví a uznání její autokefality.
Dne 22. srpna 1948 metropolita Dionisij zaslal patriarchu Alexiju dopis, ve kterém litoval všech kanonických zločinů proti ruské pravoslavné církvi a požádal, aby nebyl zbaven liturgického a kanonického společenství s Ruskou církví. Dne 9. listopadu 1948 bylo Svatým synodem rozhodnuto zvážit přijetí metropolity Dionisije zpět do ruské pravoslavné církve s hodností metropolity, ale bez titulu Jeho Blaženost.
V květnu 1951 dostal metropolita příkaz opustit Varšavu a přesunout se do města Sosnovec, zde zůstal do května 1958. Poslední necelé dva roky strávil ve farním domě chrámu svatého Jana Lestvičníka ve Varšavě. Během tohoto období udržoval písemný kontakt s patriarchou Alexijem.
Zemřel 15. března 1960. Pohřben byl na pravoslavném hřbitově ve Varšavě.